# 3e cérémonie des César
La 3e cérémonie des César du cinéma – dite aussi Nuit des César –, récompensant les films sortis en 1977, s'est déroulée le 4 février 1978 à la salle Pleyel.
Elle fut présidée par Jeanne Moreau et retransmise sur Antenne 2, commentée par Pierre Tchernia.

## Présentateurs et intervenants
- Robert Enrico, président de l'Académie des arts et techniques du cinéma
- Jeanne Moreau, présidente de la cérémonie
- Victor Lanoux, Roger Pierre,  Jean-Pierre Aumont, maîtres de cérémonie
- Olivia de Havilland, Robert Stack pour la remise du César du meilleur film étranger
- Annie Girardot et Philippe Noiret pour la remise du César de la meilleure actrice
- Françoise Fabian, Pierre Richard, Victor Lanoux, Gene Wilder pour la remise du César du meilleur acteur
- Marthe Keller, Joseph Losey
- Catherine Deneuve, Gérard Oury
- Jane Birkin, Roger Pierre, Henri Salvador
- Jeanne Moreau, Jean-Pierre Aumont
- Jeanne Moreau, Steven Spielberg, Jean-Pierre Aumont
- Jodie Foster, Victor Lanoux, Roger Hanin

## Palmarès

### César du meilleur film
- Providence d'Alain Resnais
  - Le Crabe-tambour de Pierre Schoendoerffer
  - La Dentellière de Claude Goretta
  - Nous irons tous au paradis d'Yves Robert

### César du meilleur film étranger
- Une journée particulière d'Ettore Scola
  - L'Ami américain de Wim Wenders
  - Annie Hall de Woody Allen
  - Pain et Chocolat de Franco Brusati

### César du meilleur acteur
- Jean Rochefort pour le Crabe-tambour
  - Alain Delon pour Mort d'un pourri
  - Charles Denner pour L'Homme qui aimait les femmes
  - Gérard Depardieu pour Dites-lui que je l'aime
  - Patrick Dewaere pour Le Juge Fayard dit Le Shériff

### César de la meilleure actrice
- Simone Signoret pour La vie devant soi
  - Brigitte Fossey pour Les Enfants du placard
  - Isabelle Huppert pour La Dentellière
  - Miou-Miou pour Dites-lui que je l'aime
  - Delphine Seyrig pour Repérages

### César du meilleur acteur dans un second rôle
- Jacques Dufilho pour le Crabe-tambour
  - Michel Aumont pour Des enfants gâtés
  - Jean-François Balmer pour La Menace
  - Jean Bouise pour Le Juge Fayard dit Le Shérif
  - Philippe Léotard pour Le Juge Fayard dit Le Shérif

### César de la meilleure actrice dans un second rôle
- Marie Dubois pour La Menace
  - Florence Giorgetti pour La Dentellière
  - Nelly Borgeaud pour L'Homme qui aimait les femmes
  - Genevieve Fontanel pour L'Homme qui aimait les femmes
  - Valérie Mairesse pour Repérages

### César du meilleur réalisateur
- Alain Resnais pour Providence
  - Pierre Schoendoerffer pour Le Crabe-tambour
  - Luis Buñuel pour Cet obscur objet du désir
  - Claude Miller pour Dites-lui que je l'aime

### César du meilleur scénario original ou adaptation
- David Mercer pour Providence
  - Michel Audiard pour Mort d'un pourri
  - Luis Buñuel et Jean-Claude Carrière pour Cet obscur objet du désir
  - Jean-Loup Dabadie pour Nous irons tous au paradis

### César de la meilleure musique écrite pour un film
- Miklós Rózsa pour Providence
  - Vladimir Cosma pour L'Animal
  - Francis Lai pour Bilitis
  - Philippe Sarde pour Le Crabe-tambour

### César de la meilleure photographie
- Raoul Coutard pour Le Crabe-tambour
  - Ricardo Aronovich pour Providence
  - Pierre Lhomme pour Dites-lui que je l'aime
  - Andréas Winding pour L'Imprécateur

### César du meilleur décor
- Jacques Saulnier, pour Providence
  - Bernard Evein pour La Vie devant soi
  - Jean-Pierre Kohut-Svelko pour Nous irons tous au paradis
  - Hilton McConnico pour Dites-lui que je l'aime

### César du meilleur son
- Jacques Maumont et René Magnol pour Providence
  - Bernard Aubouy pour Diabolo menthe
  - Paul Lainé pour Dites-lui que je l'aime
  - François Bel et Pierre Ley pour La Griffe et la Dent
  - Jean-Pierre Ruh pour La Vie devant soi

### César du meilleur montage
- Albert Jurgenson pour Providence
  - Françoise Bonnot pour Le Passé simple
  - Chris Marker pour Le fond de l'air est rouge
  - Henri Lanoë pour La Menace

### César du meilleur court-métrage d'animation
- Rêve de Peter Foldes
  - Fracture de Gaëtan Brizzi, Paul Brizzi
  - Kubrik à brac de Dominique Rocher
  - La Nichée de Gérard Collin
  - Mordillissimo de Roger Beaurin

### César du meilleur court-métrage de fiction
- 500 Grammes de foie de veau de Henri Glaeser
  - Je veux mourir pour la patrie de Jean-Paul Sartre, Mosco Boucault
  - Le Blanc des yeux de Henri Colomer
  - Sauf dimanches et fêtes de François Ode
  - Temps souterrain de András Dávid[1]

### César du meilleur court-métrage documentaire
- Le Maréchal Ferrant de Georges Rouquier
  - Benchavis de Jean-Daniel Simon
  - La Loterie de la vie de Guy Gilles
  - Naissance de Frédéric Le Boyer
  - Samara de Rafi Toumayan

### César d'honneur
- Robert Dorfmann

### Hommage
- Roberto Rossellini, Charlie Chaplin, Jacques Prévert, René Goscinny